# Piatti
Pour les articles homonymes, voir Piatti (homonymie).
Piatti est le nom d'un scooter original à l'« allure de cigare », créé par le designer italien Vincent ou Vincenzo Piatti et ayant été produit durant le début des années 1950 en Belgique et en Angleterre.
Conçu en 1949, le « Piatti » fait partie des scooters d'avant-garde, dans la lignée des Vespa et Lambretta.

## Historique

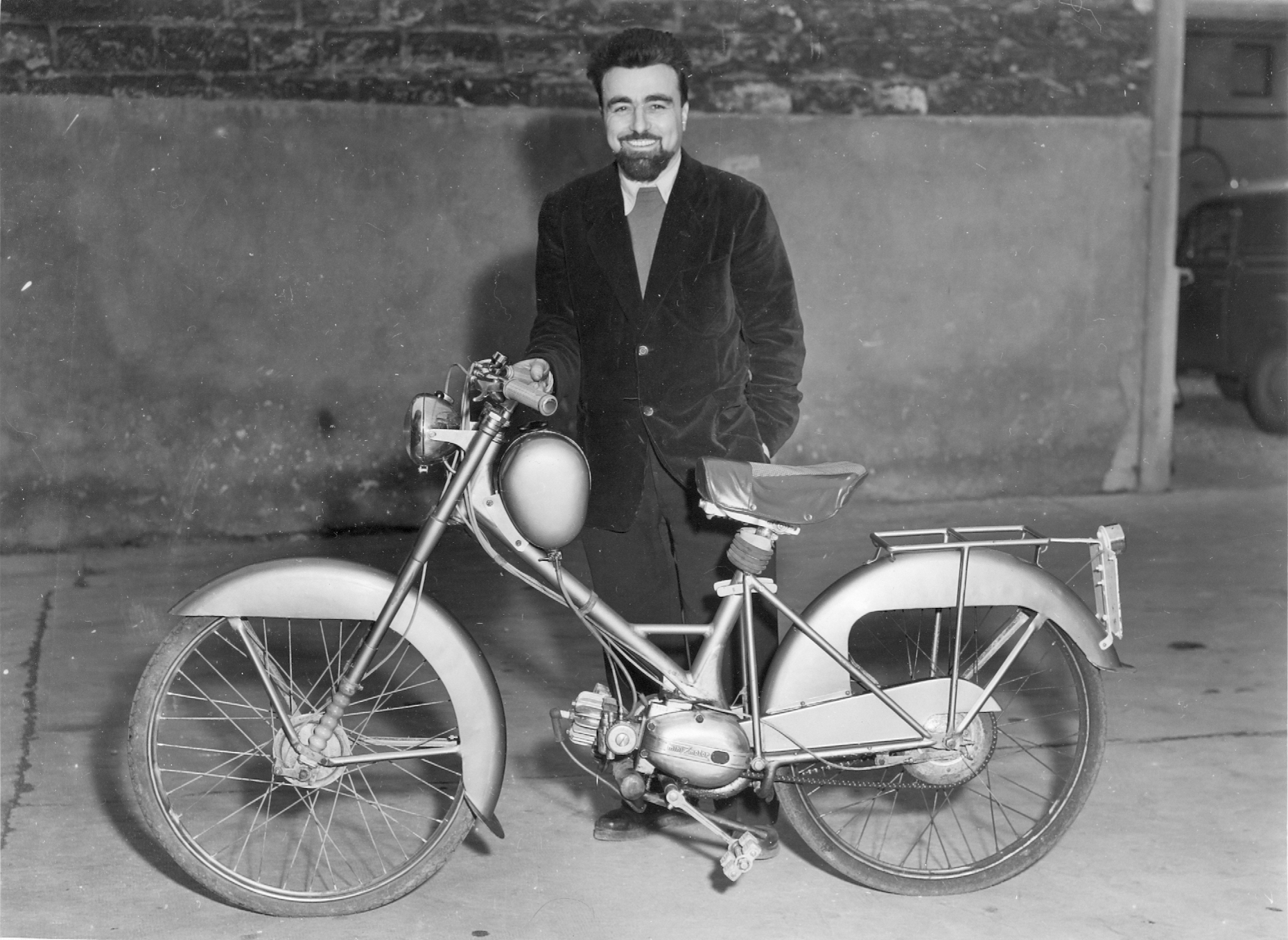
Vincenzo Piatti et son cyclomoteur Minimotor 50 cm3.

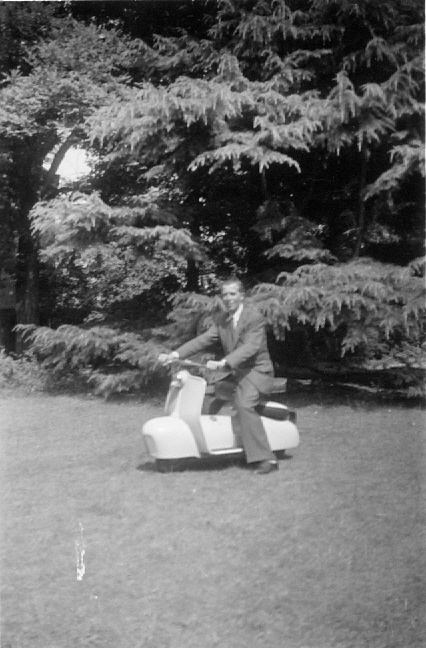
Le chef du projet chez d'Ieteren, Jacques de Duve sur un scooter Piatti, chez lui à Linkebeek (Bruxelles).

Résidant à Londres, Vincenzo Piatti développe le minimotor (cyclomoteur de 50 cm3 sorti en 1949) qui remporte un franc succès. En 1952, l'ingénieur voit s'ouvrir un marché pour des scooters légers et maniables : il développe alors ce scooter aux formes originales.
Ses particularités résident dans la création d'un bloc-moteur oscillant et une carrosserie mono-coque auto-porteuse. L'astuce de la conception est réalisée dans la partie cycle avec la mise en œuvre d'une demi-coque auto-porteuse rigidifiée par un châssis en tubes carrés à sa base dont le seul désavantage est la suppression du plancher plat. Ses dimensions sont de 140 cm de long, 60 cm de large, 87 cm d'empattement et des petits pneus (3,50 × 7 in). Ainsi, le moteur à cylindre horizontal est parfaitement centré devant la roue arrière et complètement refroidi par l'air qui traverse le tunnel. Tout en étant dans le prolongement de la coque, le garde-boue avant et la partie arrière sont munis de grilles pour améliorer la circulation d'air en interne. Le « Piatti » évite la classique turbine de refroidissement consommatrice de puissance.
Après quelques essais dans les Dolomites, il présente son scooter au Brussels motor show de 1952, « the palm for originality in scooter design, however, must go to the Italian-designed Piatti, shortly to be produced in Belgium after two years in prototype form » (« la palme de l'originalité doit néanmoins revenir au Piatti dessiné en Italie, qui sera bientôt produit en Belgique, après deux ans comme prototype »), selon The Motor Cycle, en janvier 1954.
Pour la production, la carrosserie est pressée en Italie et l'assemblage pour la Belgique est effectué avec un moteur Sachs.
Les années 1950 voient arriver le boom des petites voitures, ce qui amène le Piatti à être en retard sur son marché. Il n'est donc construit qu'à huit cents exemplaires.
Le Piatti est construit dans deux pays et deux compagnies différentes : en Belgique chez D'Ieteren, puis en Angleterre chez Cyclemaster (nl), à partir de 1956,,. Sans concessionnaire officiel, le « Piatti S 125 » est importé en France par Charles Escoffier qui le présente au Salon de 1957.
Vincenzo Piatti n'a pas vraiment de succès avec ce scooter, mais il fait fortune en vendant à Suzuki un brevet de culasse à quatre-soupapes qui lui rapporte un dollar par moteur vendu utilisant ce procédé.